# Cantonul Orly
Cantonul Orly este un canton din arondismentul Créteil, departamentul Val-de-Marne, regiunea Île-de-France, Franța.

## Comune
| Comune | Populație (1999) | Cod poștal | Cod INSEE |
| ------ | ---------------- | ---------- | --------- |
| Orly   | 20.470           | 94.310     | 94.054    |